# Соня Туміотто
Соня Туміотто (14 липня 2001) — танзанійська плавчиня. Учасниця Чемпіонату світу з водних видів спорту 2017, де в попередніх запливах на дистанціях 100 і 200 метрів вільним стилем посіла, відповідно, 43-тє і 43-тє місця і не потрапила до півфіналів.